# オゾン・パーク-レファーツ・ブールバード駅
オゾン・パーク-レファーツ・ブールバード駅（Ozone Park–Lefferts Boulevard）は、クイーンズ区リッチモンド・ヒルのレファーツ・ブールバードとリバティ・アベニュー交差点に位置するニューヨーク市地下鉄INDフルトン・ストリート線の終着駅である。A系統が終日発着する。
駅名にオゾン・パークとあるが、当駅自体はリッチモンド・ヒルにある。

## 歴史
駅は1915年9月25日にクイーンズ区にあるフルトン・ストリート高架線の他の6駅とともに開業した。その後、1956年4月29日よりINDの列車が走るようになった。
駅は開業時、レファーツ・アベニュー駅だった。1924年には"Lefferts Avenue"の下に"119th St."が小さく併記されていた。その後、レファーツ・アベニューはレファーツ・ブールバードに改称され、現在の駅名に改称された。
2014年よりエレベーターの設置を含む改装工事を実施、2018年2月にエレベーター設置され、駅はADAに準拠する駅になった。

## 駅構造
| P プラットホーム階 | 北行線                                     | ← インウッド-207丁目駅行き（111丁目駅） ← ユークリッド・アベニュー駅行き（深夜シャトル）（111丁目駅） （定期列車なし:ロッカウェイ・ブールバード駅） |
| P プラットホーム階 | 島式ホーム、到着番線に応じた側のドアが開く | |
| P プラットホーム階 | 北行線                                     | ← インウッド-207丁目駅行き（111丁目駅） ← ユークリッド・アベニュー駅行き（深夜シャトル）（111丁目駅） （定期列車なし:ロッカウェイ・ブールバード駅） |
| M                  | メザニン                                   | 改札、駅員詰所、メトロカード自動券売機 |
| G                  | 地上階                                     | 出入口 |

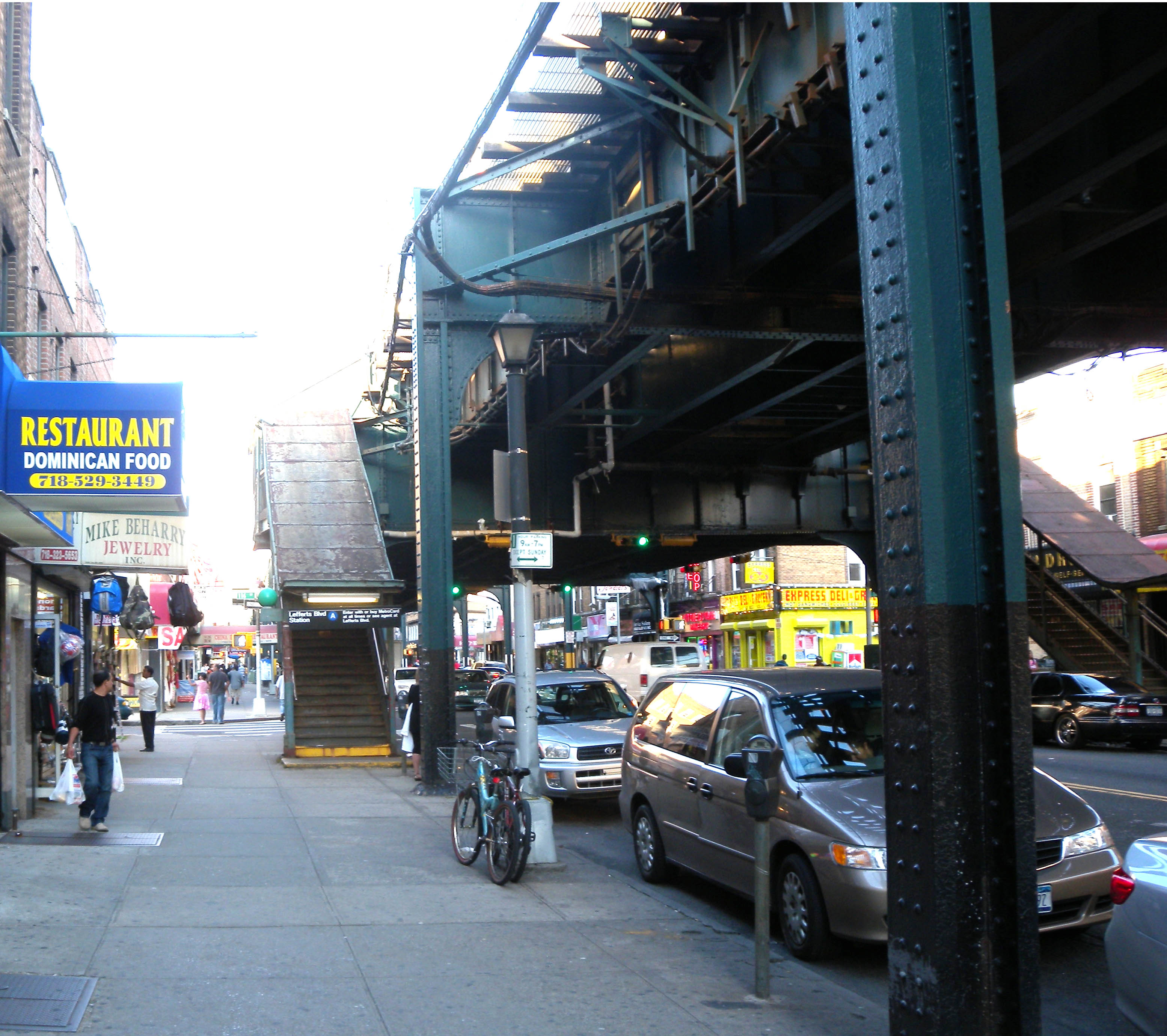
北西の階段

駅は島式ホーム1面2線の高架駅である。列車は転轍機から空いている方のホームに進入し折り返し運転を行う。東側は車止めで終わっており、引き上げ線などはない。

### 出口
駅は改札を2つ設け、東側に終日営業の改札を設けておりこちらの改札はADAに準拠している。レファーツ・ブールバードとリバティ・アベニューの交差点南西・北西に階段が1つずつ設置され、エレベーターは同交差点北西に通じる。
西側の改札からは116丁目とリバティ・アベニューの交差点南西・北西に階段が1つずつ接続している。